# Pedro Martínez de la Rosa
Pedro Martínez de la Rosa   (Barcelona, 24 de febrer de 1971) és un pilot català d'automobilisme conegut per la seva trajectòria a la Fórmula 1.

## Biografia
Nascut a Barcelona el 1971 al si d'una família industrial dedicada a la fabricació d'esparadraps, començà la seva carrera esportiva dirigint cotxes tot terreny teledirigits a l'edat de dotze anys, empès per l'afició familiar (el seu cosí, Albert Puig, destacà en el motociclisme) i el temor dels seus pares sobre la perillositat de l'automobilisme, arribant a ser campió d'Espanya i d'Europa d'aquesta modalitat. El 1988 li arribà l'oportunitat de conduir un kart al campionat de Catalunya. L'any següent va entrar en el programa de formació de pilots professionals de la Federació Espanyola d'Automobilisme Racing for Spain, que el va possibilitar de proclamar-se campió d'Espanya de la Fórmula Fiat i la Fórmula Ford i fer alguns podis a la Fórmula Renault, tant a Espanya com al Regne Unit. Va ser proclamat campió d'Europa el 1992. Igualment, va participar en el programa oficial de desenvolupament de motors de Renault.
Més tard va competir en diferents proves automobilístiques del Japó, on va ser campió de Grans Turismes i de la Fórmula 3 abans d'arribar a la Fórmula Nippon, de la qual fou campió el 1997. També va tenir l'oportunitat de disputar el Gran Premi de Fórmula 3000 de Macau.
El 1998 passà a la Fórmula 1 conduint un Jordan com a pilot de proves i participant en el programa de desenvolupament de motors d'Honda. La temporada següent, gràcies al patrocini de Repsol, fou contractat com a pilot oficial per Arrows, on romengué fins a la desaparició per motius econòmics de l'escuderia el 2000. Malgrat fos un equip poc competitiu, de la Rosa aconseguí ocasionalment un rendiment superior a alguns dels cotxes més competitius i, fins i tot, puntuar en tres curses (una el 1999 i dues el 2000), com la del seu debut al Gran Premi d'Austràlia, és un dels pocs pilots en aconseguir-ho.
Més tard, després d'un breu pas per Prost com a pilot de proves després de la desfeta d'Arrows, passà per l'escuderia Jaguar, on estigué enfrontat amb el primer pilot de l'escuderia, Eddie Irvine. Aconseguí puntuar en algunes curses la temporada de 2001, destacant un cinquè lloc a Monza. L'any següent quedà en blanc. També fou com a membre d'aquesta escuderia quan patí el seu pitjor accident, al Gran Premi d'Itàlia de 2002. Va reeixir sortir il·lès de l'accident, però un comissari morí i molts cotxes es van veure implicats.

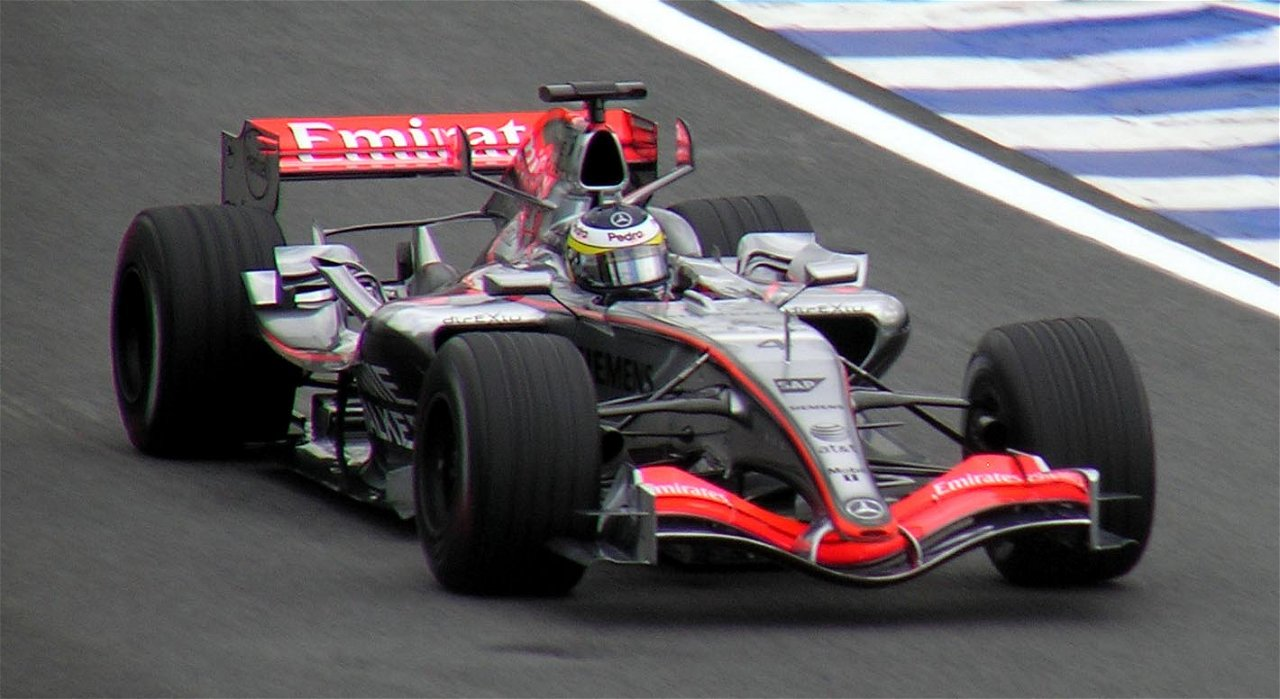
De la Rosa al volant d'un dels Mclaren Mercedes al GP de Brasil del 2006

Des de 2003 és pilot de proves de McLaren, treball que ha compaginat fent de comentarista de les retransmissions televisives dels Grans Premis de Fórmula 1 tant a Televisió de Catalunya com a Telecinco. Durant els primers anys a l'escuderia britànica no tingué gaires oportunitats de fer un bon paper, però sovint aconseguia quedar als primers llocs als entrenaments lliures previs a la celebració dels Grans Premis. El 2005, una lesió del segon pilot oficial de l'equip, el colombià Juan Pablo Montoya, li donà l'oportunitat de disputar el Gran Premi de Bahrein, on protagonitzà una gran remontada i igualà el que fins aleshores havia estat el seu millor lloc, la cinquena posició. A més, va reeixir fer la volta ràpida, la primera de la seva carrera a la Fórmula 1.
L'anunci de l'abandonament de Juan Pablo Montoya per a competir a la NASCAR en plena temporada de 2006 li possibilità de tornar a ser pilot oficial a partir del Gran Premi de França i fins al final d'aquesta temporada. De la seva actuació en aquesta temporada en destaca el segon lloc aconseguit al Gran Premi d'Hongria, el primer podi de la seva carrera i d'un pilot català a la Fórmula 1.
De la Rosa acabava el seu contracte amb McLaren després de la temporada de 2006 i quedava incert del seu futur. Un dels principals patrocinadors de McLaren a partir de 2007, l'entitat bancària espanyola Banesto, mostrà certa predisposició a pagar part de la seva fitxa en cas que McLaren decidís contractar-lo com a segon pilot oficial juntament amb el campió del món de 2005 i 2006, l'asturià Fernando Alonso. Tanmateix, el novembre de 2006 l'escuderia britànica va fer pública el fitxatge de Lewis Hamilton com a segon pilot. També un dels principals patrocinadors de Renault F1, l'empresa espanyola de telecomunicacions Telefonica, assegurà estar disposada a pagar la fitxa de De la Rosa si aquest fóra fitxat per l'escuderia francesa com a segon pilot oficial després de l'abandonament d'Alonso, ja que li interessava que a l'escuderia hi seguís havent-li un pilot espanyol, però Renault F1 es decantà pel pilot finès Heikki Kovalainen com a segon pilot oficial a partir del campionat de 2007.
Després de set temporades com a pilot de proves de l'escuderia McLaren, el gener de 2010 es confirma Pedro de la Rosa com a primer pilot de l'escuderia BMW Sauber per a la temporada 2010 de Fórmula 1. Va ser substituït abans d'acabar la temporada per Nick Heidfeld.
La temporada 2012 va competir a la Fórmula 1 amb l'escuderia HRT F1 Team. El 16 de gener de 2013 es fa oficial el seu fitxatge per l'Scuderia Ferrari com a pilot de proves.

## Resultats complets a laFórmula 1
(Clau)
| Any  | Escuderia            | 1       | 2       | 3       | 4       | 5       | 6       | 7       | 8       | 9       | 10      | 11      | 12      | 13      | 14      | 15      | 16      | 17      | 18      | 19      | Escuderia            | Classificació | Punts |
| ---- | -------------------- | ------- | ------- | ------- | ------- | ------- | ------- | ------- | ------- | ------- | ------- | ------- | ------- | ------- | ------- | ------- | ------- | ------- | ------- | ------- | -------------------- | ------------- | ----- |
| 1999 | Arrows               | AUS 6   | BRA Ret | SMR Ret | MON Ret | ESP 11  | CAN Ret | FRA 11  | GBR Ret | AUT Ret | ALE Ret | HON 15  | BEL Ret | ITA Ret | EUR Ret | MAL Ret | JAP 13  |         |         |         | Arrows               | 18è           | 1     |
| 2000 | Arrows               | AUS Ret | BRA 8   | SMR Ret | GBR Ret | ESP Ret | EUR 6   | MON Ret | CAN Ret | FRA Ret | AUT Ret | ALE 6   | HON 16  | BEL 16  | ITA Ret | EUA Ret | JAP 12  | MAL Ret |         |         | Arrows               | 16è           | 2     |
| 2001 | Jaguar Cosworth      | AUS DNP | MAL DNP | BRA DNP | SMR DNP | ESP Ret | AUT Ret | MON Ret | CAN 6   | EUR 8   | FRA 14  | GBR 12  | ALE Ret | HON 11  | BEL Ret | ITA 5   | EUA 12  | JAP Ret |         |         | Jaguar Cosworth      | 16è           | 3     |
| 2002 | Jaguar Cosworth      | AUS 8   | MAL 10  | BRA 8   | SMR Ret | ESP Ret | AUT Ret | MON 10  | CAN Ret | EUR 10  | GBR 11  | FRA 9   | ALE Ret | HON 13  | BEL Ret | ITA Ret | EUA Ret | JAP Ret |         |         | Jaguar Cosworth      | 21è           | 0     |
| 2005 | Mercedes McLaren     | AUS DNP | MAL DNP | BAH 5   | SMR DNP | ESP DNP | MON DNP | EUR DNP | CAN DNP | USA DNP | FRA DNP | GBR DNP | ALE DNP | HON DNP | TUR DNP | ITA DNP | BEL DNP | BRA DNP | JAP DNP | XIN DNP | Mercedes McLaren     | 20è           | 4     |
| 2006 | Mercedes McLaren     | BAH DNP | MAL DNP | AUS DNP | SMR DNP | EUR DNP | ESP DNP | MON DNP | GBR DNP | CAN DNP | EUA DNP | FRA 7   | ALE Ret | HON 2   | TUR 5   | ITA Ret | XIN 5   | JAP 11  | BRA 8   |         | Mercedes McLaren     | 11è           | 19    |
| 2010 | BMW Sauber           | RET     | 12      | DNS     | RET     | RET     | RET     | 11      | RET     | 12      | RET     | 14      | 7       | 11      | 14      | DNP     | DNP     | DNP     | DNP     | DNP     | BMW Sauber           | 17è           | 6     |
| 2012 | HRT Formula One Team |         |         |         |         |         |         |         |         |         |         |         |         |         |         |         |         |         |         |         | HRT Formula One Team |               |       |

## Palmarés
- 1 Campionat d'Espanya de Formula Fiat Uno: 1989.
- 1 Campionat d'España de Formula Ford 1600: 1990.
- 1 Campionat British Formula Renault: 1992.
- 1 Campionat European Formula Renault Series: 1992.
- 1 Campionat Fórmula 3 Japonesa: 1995.
- 1 Campionat Fórmula Nippon: 1997.
- 1 Campionat Japonés de Gran Turismes: 1997.